# Lars-Göran Bergquist
Lars-Göran Bergquist, född 4 november 1944 i Stockholm, död 12 juli 2017, var en svensk journalist som arbetade på Sveriges Radios kulturredaktion från 1966 och där gjorde sig känd som en kännare av främst amerikansk litteratur. Han är också känd för att ha skrivit diktsamlingen Om det kan lugna dig som i några få exemplar kom ut 1984. Diktsamlingen hann att få en positiv recension av Mats Gellerfelt i Svenska Dagbladet men drogs tillbaka av förlaget Legenda dagen innan den officiella utgivningsdagen då det visat sig att mycket av materialet i boken var plagierat av amerikanska och franska författare. Även de svenska tolkningarna hade tagits från poeter som Arthur Lundkvist, Gunnar Ekelöf och Gunnar Harding.